# Zweedse lijsterbes
De Zweedse lijsterbes (Sorbus intermedia) is een 10-12 m hoge boom uit de rozenfamilie (Rosaceae). De boom komt van nature voor in het zuiden van Zweden. In grote delen van Scandinavië wordt de plant bovendien als straatboom toegepast, terwijl de soort elders in Noord-Europa in parken wordt aangeplant. Enige luchtverontreiniging is geen probleem voor deze boom. De boom verdraagt het ook wanneer de wortels onder bestrating moeten lopen. Bovendien is deze boom goed windbestendig.
De Zweedse lijsterbes is in Nederland in toenemende mate aan het verwilderen. In zijn oorspronkelijke habitat - het Oostzeegebied - groeit de plant het meest op droge, kalkrijke grond. In Nederland blijkt kalkrijkdom van de bodem geen voorwaarde voor de natuurlijke vestiging van de Zweedse lijsterbes. De vestiging vindt plaats in droge, min of meer voedselrijke bossen. Door stikstofdepositie voldoen veel Nederlandse bossen aan de voorwaarde 'voedselrijk'. Hoge stikstofwaarden treft de Zweedse lijsterbes waarschijnlijk ook aan in de bodem van zijn natuurlijke habitat, door de natuurlijke snelle omzetting van organische stof in kalkrijke bodems. 
De hoogte van 10-12 m bereikt de plant in zijn natuurlijke verspreidingsgebied. In België en Nederland blijft de hoogte vaak op 6-8 m steken. De 6-10 cm lange bladeren zijn langwerpig-eirond, gekarteld en dubbel gezaagd. De onderzijde is grijs viltachtig behaard, een gangbare aanpassing van planten aan droge milieus.

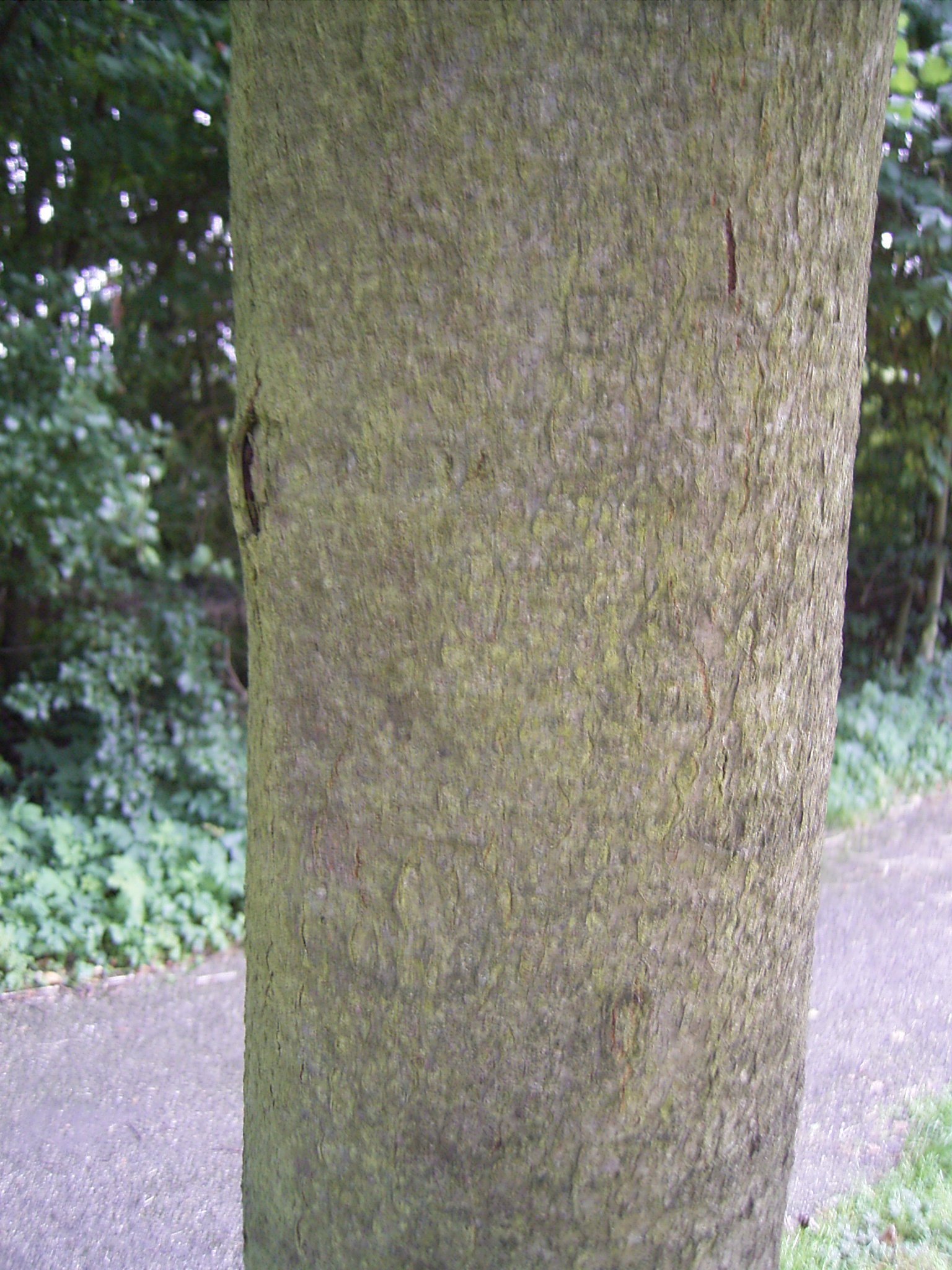
Stam

De witte bloemen bloeien in trossen in mei en juni.
De 1-2 cm grote vruchten bevatten twee pitten en zijn geel tot rood. Ze smaken zoet maar zijn nogal meelachtig. Onrijpe bessen en zaden dienen niet gegeten te worden.